# ブタカイン
ブタカイン（Butacaine）は局所麻酔薬として使用される白色結晶のパラアミノ安息香酸エステルである。1920年に初めて販売された 。主に歯痛や眼科の表面麻酔薬として使用されてきた。コカインよりも作用発現が速く、作用時間は長い。アレルギーを起こしやすい。この薬は1990年に米国市場から撤去された。ブタカインは、ホスホリパーゼAの阻害剤としても実験的に使用されている。

## 合成
合成経路は以下の通り。括弧内数字は図の番号に対応する。
アリルアルコール（1）とジブチルアミン（2）の混合物に金属ナトリウムを添加すると、求核共役付加反応生成物3-ジブチルアミノ-1-プロパノール（3）が得られる。パラニトロベンゾイル塩化物（4）によるこの中間体のエステル化により、エステル（5）が得られる。ニトロ基の還元でブタカインの合成は完了する

ブタカインの合成経路

。